# Lepanthes sotoana
Lepanthes sotoana är en orkidéart som beskrevs av Pupulin, Bogarín och C.M.Sm. Lepanthes sotoana ingår i släktet Lepanthes och familjen orkidéer. Inga underarter finns listade i Catalogue of Life.